# Menkib
Zeta Persei (ζ Per / ζ Persei) è una stella della costellazione di Perseo. Possiede anche un nome proprio, Menkib, che condivide con Xi Persei.
La sua classificazione stellare B1 e la sua magnitudine apparente è di +2,85.

## Caratteristiche fisiche
Menkib è una stella supergigante blu molto luminosa. Questa stella ha una massa di 19 M⊙, un raggio 21 volte superiore, e una luminosità maggiore di 100000 L⊙. Se non ci fosse il mezzo interstellare nella nostra visuale la stella brillerebbe con una magnitudine +1,79.
Stelle così massicce hanno una vita relativamente breve, la stella ha meno di 10 milioni di anni e non gli resterà ancora molto per completare il ciclo finale che la porterà prima allo stadio di supergigante rossa, e poi, ad esplodere come una brillante supernova di tipo II.
Zeta Persei dista dalla Terra circa 980 anni luce ed ha 2 stelle vicine; Menkib B è una stella bianco-azzurra che pare avere lo stesso moto proprio di A e dunque essere legata a lei gravitazionalmente. Distante circa 3900 au da Menkib A, impiegherebbe non meno di 50 000 anni per completare un'orbita attorno alla principale. Un'altra stella, di magnitudine 9,16, è più lontana e non c'è certezza sul fatto che sia legata gravitazionalmente ad A.